# Elsa Martinelli

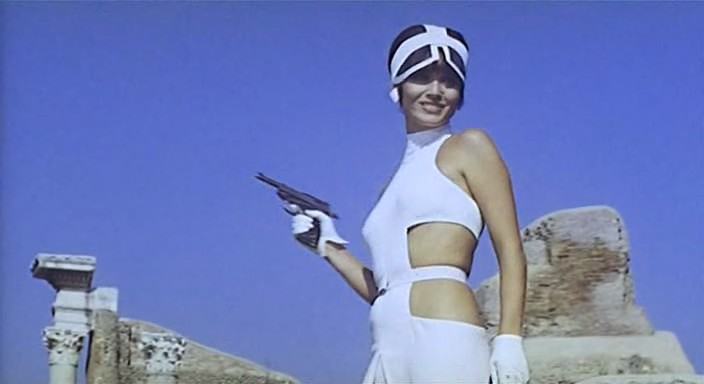
Fotograma de La víctima número 10 (1965), dirigida por Elio Petri. En esta película Elsa Martinelli interpreta el papel de Olga, la joven amante de Marcello Poletti (Marcello Mastroianni).

Elsa Martinelli (Grosseto, Toscana; 30 de enero de 1935-Roma, 8 de julio de 2017) fue una actriz italiana.

## Biografía
Su nombre real era Elsa Tia. En 1953 se trasladó con su familia desde su Toscana natal a Roma, donde fascinó al modisto Roberto Capucci y, gracias a él, comenzó su carrera como modelo de moda. En la década de 1950 empezó a participar en películas. Fue especialmente importante su participación en el wéstern Pacto de honor (The Indian Fighter, 1955), dirigido por André de Toth y protagonizado por Kirk Douglas y Walter Matthau. Fue el propio Douglas quien quiso que Martinelli actuara tras haber visto una foto suya en una revista norteamericana. En 1956 ganó en el Festival Internacional de Cine de Berlín un oso de plata a la mejor actriz por su papel en Donatella de Mario Monicelli.
Elsa Martinelli se casó por primera vez en 1957 con el conde Franco Mancinelli Scotti di San Vito, con quien tuvo una hija, Cristiana Mancinelli, nacida en 1958 y que también inició una breve carrera actoral que no prosperó. En 1968 Elsa Martinelli se casó en segundas nupcias con el fotógrafo y diseñador de muebles  Willy Rizzo.
Su carrera cinematográfica tuvo desde el principio una gran proyección internacional, y entre mediados de la década de 1950 y finales de la siguiente se dividió entre Estados Unidos y Europa (aquí especialmente entre Italia y Francia). Trabajó con directores como  Orson Welles y Howard Hawks, y junto a actores como Marcello Mastroianni, John Wayne o Robert Mitchum. En 1970 viajó a Perú y Chile para el rodaje de La Araucana, dirigida por Julio Coll e inspirada en el poema épico homónimo escrito por Alonso de Ercilla y Zúñiga. En este filme, Martinelli encarnó a Inés de Suárez, compañera del conquistador Pedro de Valdivia. A partir de entonces sólo actuó esporádicamente en películas, series de televisión o telefilmes italianos. En 1971 presentó el Festival de San Remo junto a Carlo Giuffrè.
Falleció el 8 de julio de 2017 a la edad de 82 años.

## Cultura popular
Personaje muy popular de la vida social italiana, Rino Gaetano aludió humorísticamente a Martinelli en su canción Jet Set (1980).

## Obra

### Publicaciones
Martinelli publicó su autobiografía, titulada  Sono come sono. Dalla dolce vita e ritorno (Rusconi, 1995).

### Filmografía
- 1953: Se vincessi cento milioni, dirigida por Carlo Campogalliani y Carlo Moscovini.
- 1954: El rojo y el negro (Le rouge et le noir), dirigida por Claude Autant-Lara, basada en la novela Rojo y negro de Stendhal.[6]
- 1955: Pacto de honor, dirigida por André de Toth.[2]
- 1956: Four girls in town, dirigida por Jack Sher.
- 1956: Donatella, dirigida por Mario Monicelli.
- 1956: La risaia, dirigida por Raffaello Matarazzo.
- 1957: Esta chica es para mí (La mina), coproducción hispanoitaliana dirigida por Giuseppe Bennati, con los actores españoles Félix Acaso, Conchita Bautista, Julia Caba Alba, José Nieto, Luis Peña y Matilde Muñoz Sampedro.[7]
- 1957: Manuela, dirigida por Guy Hamilton.
- 1959: Tunisi Top Secret, dirigida por Bruno Paolinelli.
- 1959: Ciao, ciao bambina! (Piove), dirigida por Sergio Grieco.
- 1959: Costa Azzurra, dirigida por Vittorio Sala.
- 1959: La noche brava (La notte brava),[8] dirigida por Mauro Bolognini, basada en la novela Ragazzi di vita de Pier Paolo Pasolini.[9]
- 1959: Los bateleros del Volga (I battellieri del Volga), dirigida por Victor Tourjansky.[10]
- 1960: Un amore a Roma, dirigida por Dino Risi, basada en la novela homónima de Ercole Patti.[11]
- 1960: I piaceri del sabato notte, dirigida por Daniele D'Anza.
- 1960: Et mourir de plasir, dirigida por Roger Vadim, basada en la novela de vampiros Carmilla de Sheridan Le Fanu.[12]
- 1960: Il carro armato dell'8 settembre, dirigida por Gianni Puccini.
- 1960: El capitán (Le capitaine), dirigida por André Hunebelle,[13] basada en la novela homónima de Michel Zévaco.
- 1961: La menace, dirigida por Gérard Oury.
- 1962: ¡Hatari!, dirigida por Howard Hawks.
- 1962: Pelle viva, dirigida por Giuseppe Fina.
- 1962: El proceso (Le procès), dirigida por Orson Welles, adaptación de la novela homónima de Franz Kafka.[14]
- 1962: Aventura en Roma (The pigeon that took Rome), dirigida por Melville Shavelson.[15]
- 1963: Safari en Malasia (Rampage),[16] dirigida por Phil Karlson.
- 1963: Hotel Internacional (The V.I.Ps/International Hotel),  dirigida por Anthony Asquith.[17]
- 1965: De l'amour, dirigida por Jean Aurel.
- 1965: La víctima número 10 (La decima vittima), dirigida por Elio Petri,[18] basada en el cuento The Seventh Victim de Robert Sheckley.
- 1965: Marco Polo, el magnífico (La fabuleuse aventure de Marco Polo/Marco the Magnificent)[19] dirigida por Denys de La Patellière, Raoul Lévy y Noël Howard.
- 1965: Je vous salue, mafia!, dirigida por Raoul Lévy.
- 1965: Come imparai ad amare le donne, dirigida por Luciano Salce.
- 1966: Mil millones en un billar (Un milliard dans un billiard), dirigida por Nicolas Gessener.[20]
- 1967: Marruecos 7 (Maroc 7), dirigida por Gerry O'Hara.[21]
- 1967: «Les nuits romaines», episodio dirigido por Mauro Bolognini dentro de la película colectiva Le plus vieux métier du monde.[22]
- 1967: «Super Simone», en la película episódica Siete veces mujer (Woman Times Seven),[23] dirigida por Vittorio De Sica.[24]
- 1967: Qualcuno ha tradito, dirigida por Francesco Prosperi.
- 1967: Candy, dirigida por Christian Marquand, basada en la novela homónima de Terry Southern y Mason Hoffenberg.
- 1968: Il mio corpo per un poker, dirigida por Pietro Cristofani.
- 1968: Manon 70, dirigida por Jean Aurel, basada en la novela homónima del Abate Prévost.[25]
- 1968: El millón de Madigan (Un dollaro per 7 vigliacchi), dirigida por Giorgio Gentili.[26] Coproducción hispanoitaliana en la que también actuaron Dustin Hoffman, César Romero y Gustavo Rojo.
- 1969: L'amica, dirigida por Alberto Lattuada.
- 1969: Los caminos prohibidos de Katmandú (Les chemins de Katmandou), dirigida por André Cayatte.[27]
- 1969: Maldonne, dirigida por Sergio Gobbi.
- 1969: Si hoy es martes, esto es Bélgica (If it's tuesday, this must be Belgium), dirigida por Mel Stuart.
- 1969: Una historia perversa (Una sull'altra), dirigida por Lucio Fulci.[28]
- 1971: La part des lions, dirigida por Jean Larriaga.
- 1971: La araucana, dirigida por Julio Coll.
- 1976: Il garofano rosso, dirigida por Luigi Faccini. Basada libremente en la novela homónima de Elio Vittorini.[29]
- 1985: Sono un fenomeno paranormale, dirigida por Sergio Corbucci.
- 1986: Atelier, dirigida por Vito Molinari.
- 1992: Once upon a crime... (Sólo falta el asesino), dirigida por Eugene Levy.[30]
- 1999: Cabiria, Priscilla e le altre, dirigida por Fabrizio Celestini.

## Premios y distinciones
Festival Internacional de Cine de Berlín
| Año  | Categoría                                       | Película  | Resultado |
| ---- | ----------------------------------------------- | --------- | --------- |
| 1956 | Oso de Plata a la mejor interpretación femenina | Donatella | Ganadora  |